# Proteinomsättning
Proteinomsättning är de olikartade biokemiska processer som leder till syntesen av protein och aminosyror samt av nedbrytningen av protein (i en process som kallas katabolism).
De proteiner som intas med föda bryts först ner till aminosyror av flera olika enzymer och saltsyra som finns i mag- och tarmsystemet. Dessa aminosyror bryts också ner, till alfa-ketosyror  (vilka kan förbrukas av kroppen för energitillverkning), eller syntes av glukos, fett eller andra aminosyror. Nedbrytningen av aminosyror till alfa-ketosyror sker i levern genom en process som kallas transaminering.

## Proteinsyntes
Huvudartikel: Proteinsyntes.
Biosyntes av protein beror på fyra processer:
- aminosyresyntes
- RNA-syntes
- transkription
- translation

Proteinanabolism kallas processen genom vilken protein bildas av aminosyror.

## Proteinnedbrytning
Huvudartikel: Proteolys
Katabolism av protein är processen genom vilken protein bryts ner till aminosyror. Detta kallas också proteolys. Proteolys kan också fortsätta med ytterligare degradering av aminosyra.